# Arekowate

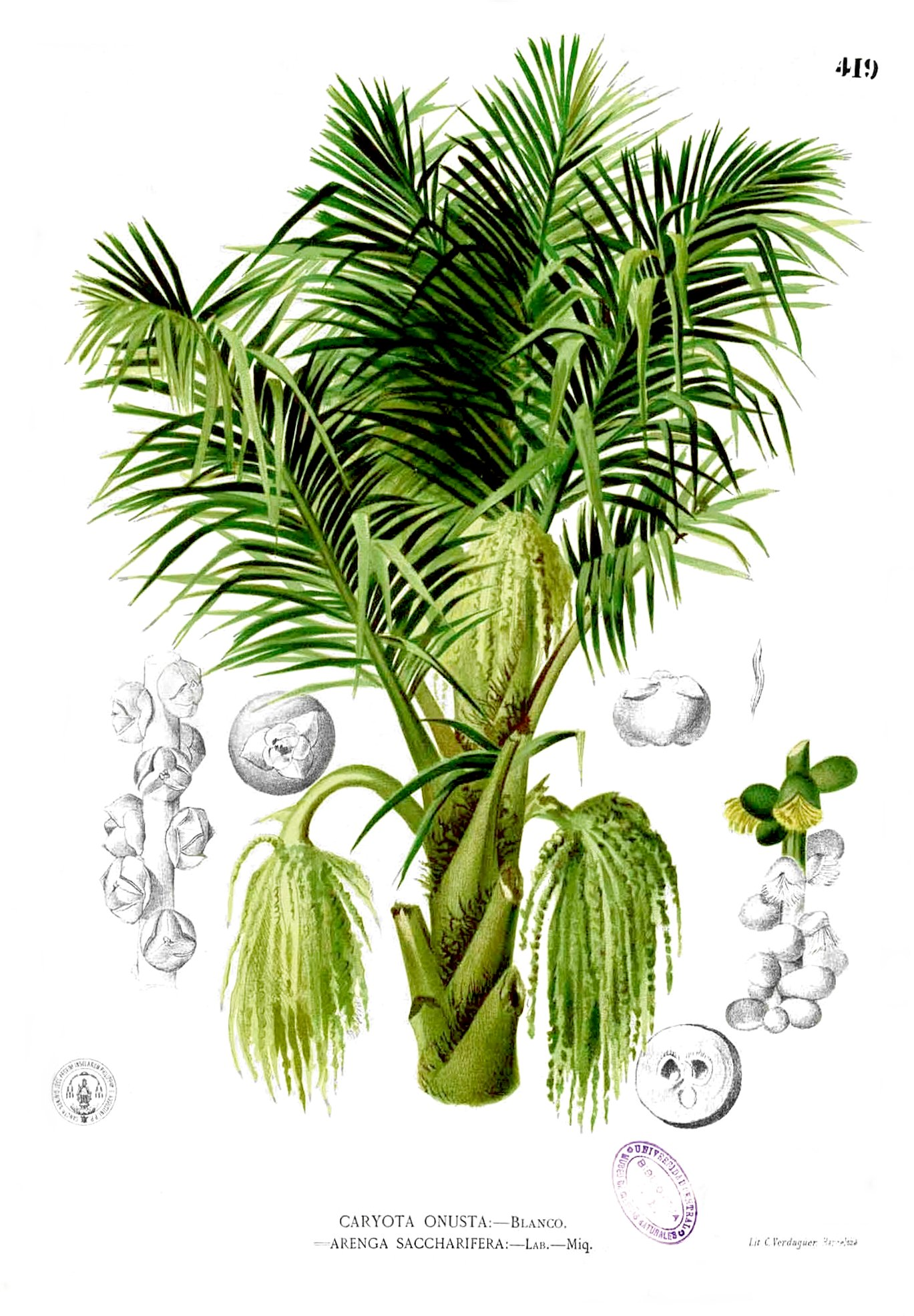
Arenga pierzasta

Arekowate, palmy (Arecaceae) – rodzina roślin należących do jednoliściennych. Należy tu 184–188 rodzajów z 2550–2585 gatunkami. Rośliny te występują na wszystkich kontynentach w strefie międzyzwrotnikowej (stosunkowo niewielkie ich zróżnicowanie w porównaniu z innymi obszarami tropikalnymi jest w Afryce), niektóre gatunki rosną także w strefie klimatu umiarkowanego (np. w Europie południowej występuje naturalnie karłatka niska). Do palm należą rośliny drzewiaste o wzroście zwykle monopodialnym. Liście są okazałe, często w formie pióropusza na szczycie pędu, pierzaste lub dłoniaste. Wiele roślin z tej rodziny ma ogromne znaczenie użytkowe, np. kokos właściwy, daktylowiec właściwy, olejowiec gwinejski, sagownica sagowa i winodań wachlarzowata.

## Rozmieszczenie geograficzne
Rodzina występuje na wszystkich kontynentach w strefie międzyzwrotnikowej przy czym relatywnie jest mało zróżnicowana w kontynentalnej Afryce, gdzie występuje 65 z ponad 2,5 tys. gatunków. Największe zróżnicowanie gatunkowe jest w Azji i na wyspach Pacyfiku, gdzie łącznie występuje ok. 1600 gatunków. Na kontynentach amerykańskich rośnie ok. 730 gatunków. Znaczącymi ośrodkami zróżnicowania tej rodziny są wyspy, takie jak Nowa Gwinea (32 rodzaje z 273 gatunkami), Madagaskar (165 gatunków), Borneo (na niewielkim obszarze w Sarawak naliczono 100 gatunków), czy Seszele i Nowa Kaledonia wyróżniające się zróżnicowaniem na poziomie rodzajów. Mianem „strefy palmowej” określa się obszar do szerokości 20° po obu stronach równika, przy czym obszar ten wskazuje raczej główny obszar upraw palmy kokosowej Cocos nucifera, a nie zasięg występowania palm. Najdalej na północ sięga karłatka niska Chamaerops humilis, występująca w południowej Hiszpanii i we Włoszech.
Czynnikiem znacząco limitującym występowanie palm jest ich wrażliwość na niskie temperatury. Wysunięta na północ karłatka niska znosi krótkie spadki temperatury do -9 °C bez uszkodzeń. W dużym stopniu odporne na ochłodzenia są też gatunki górskie, np. niektóre gatunki daktylowców Phoenix rosną w Himalajach na 2300 m n.p.m., kalamus Calamus i pinanga Pinanga rosną na Borneo na 3000 m n.p.m., a Ceroxylon w Andach na 3800 m n.p.m.
Wiele gatunków użytkowych zostało szeroko rozprzestrzenionych w strefie międzyzwrotnikowej, co wraz z bardzo długą historią ich uprawy i zanikiem dzikich populacji utrudnia ustalenie ich pochodzenia (tak jest np. w przypadku palmy kokosowej, daktylowca właściwego Phoenix dactylifera i wachlarzowca właściwego Corypha umbraculifera).

## Morfologia

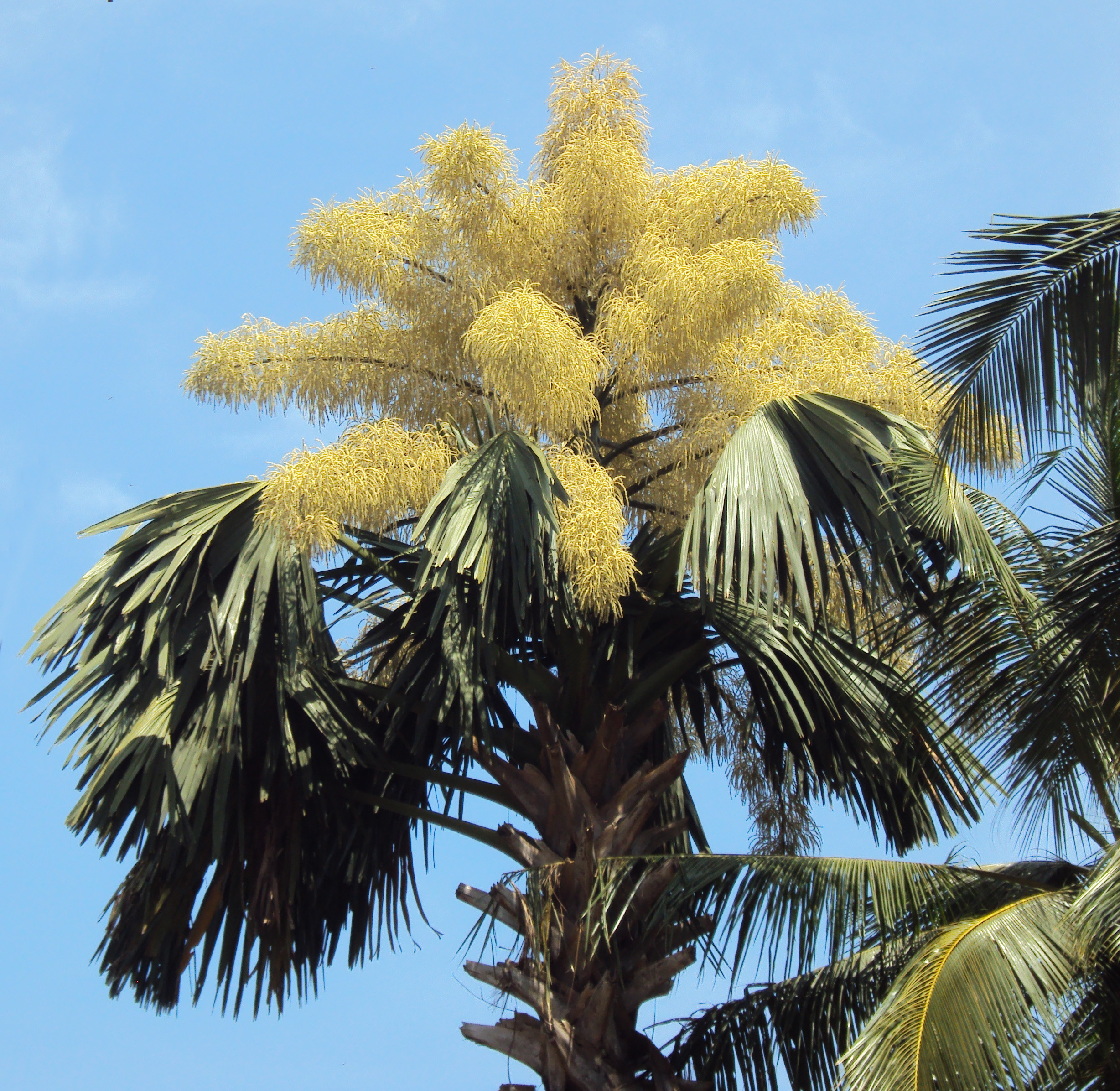
Kwitnący wachlarzowiec właściwy

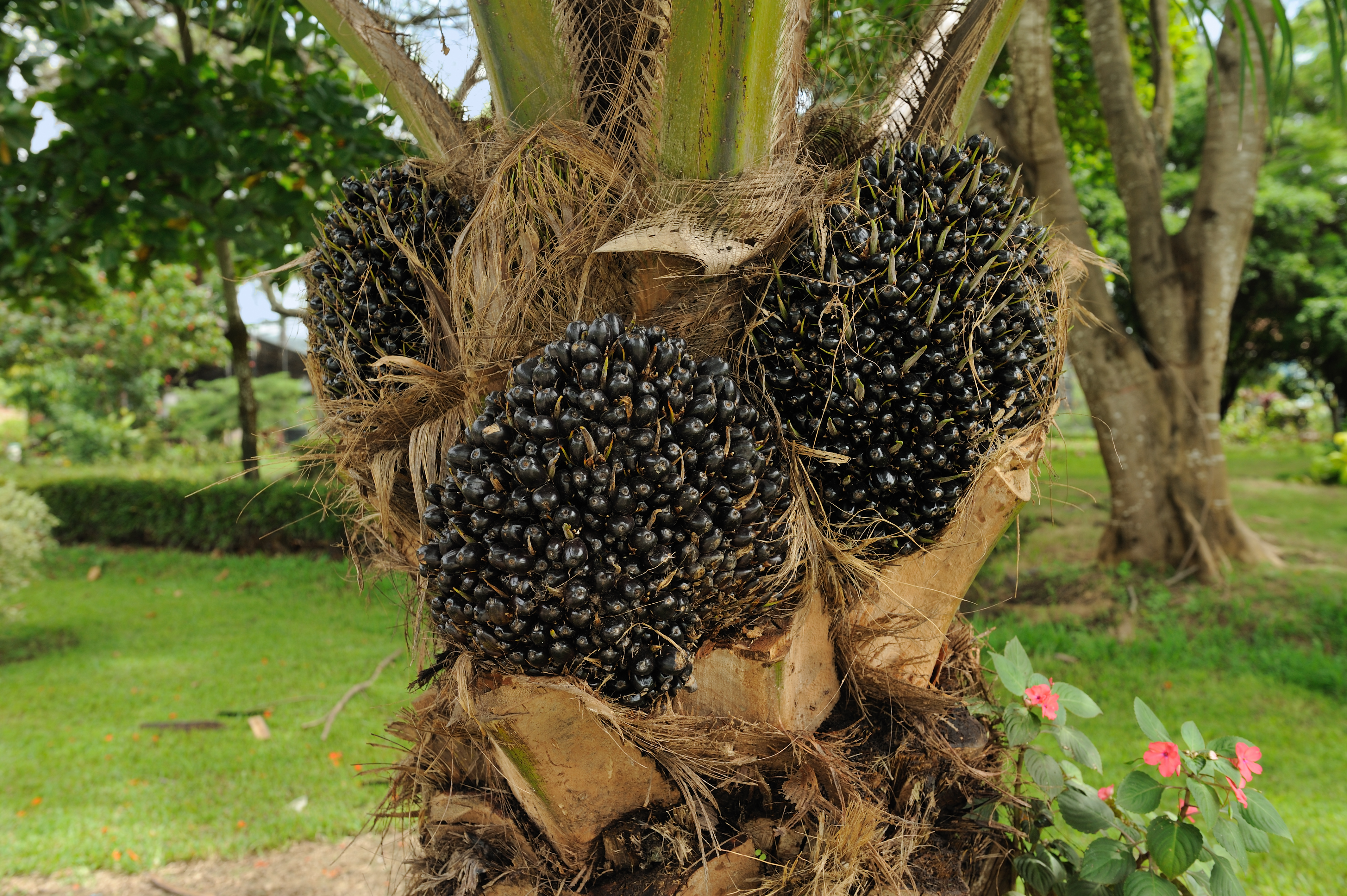
Owoce olejowca gwinejskiego

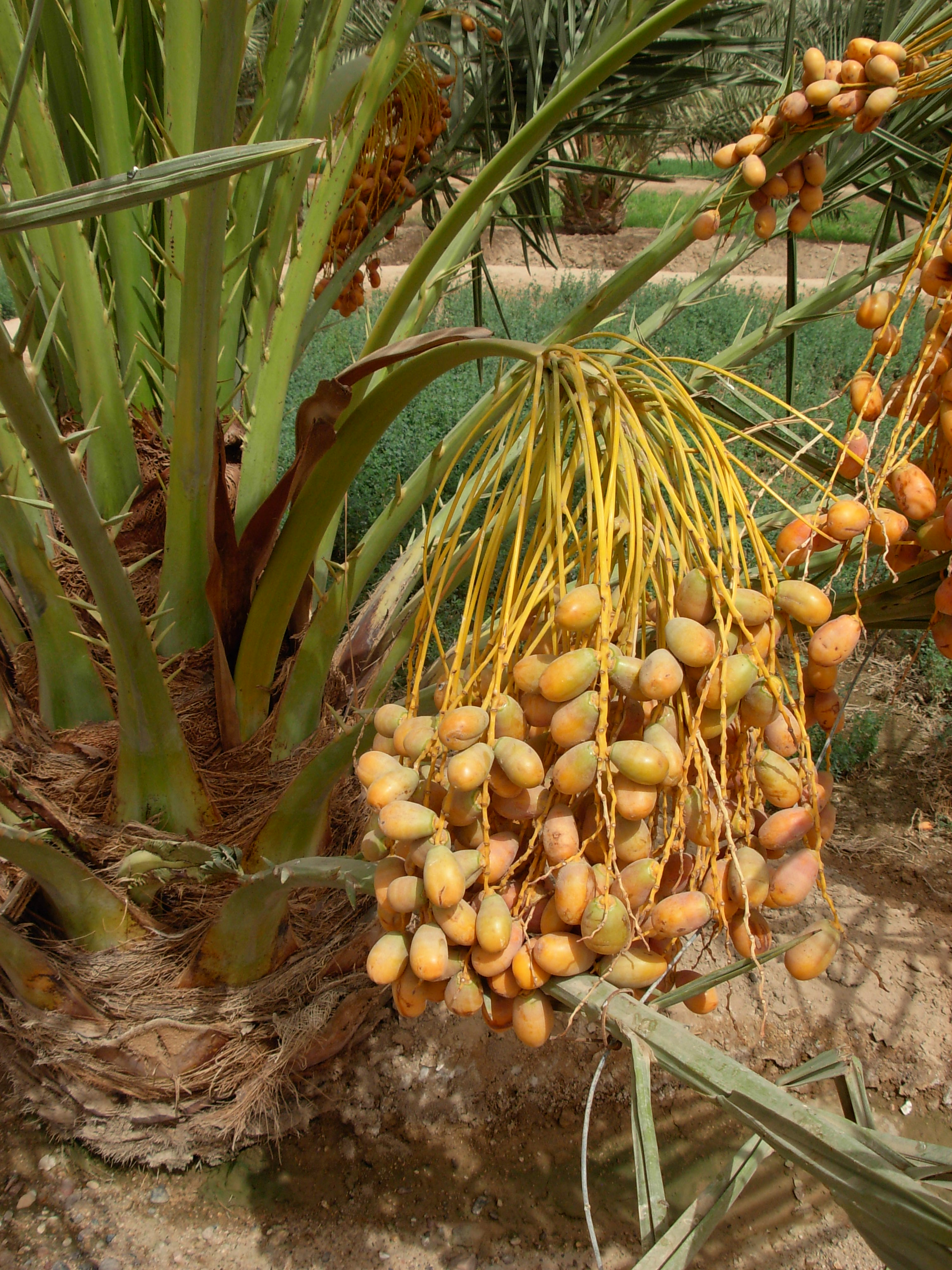
Owoce daktylowca właściwego

PokrójRośliny o specyficznym pniu zwanym kłodziną. Osiąga ona u roślin o pokroju drzewiastym do 60 m wysokości i zwykle jest nierozgałęziona. Wyjątkiem rozgałęziającym się dychotomicznie jest kłodzina widlicy (Hyphaene) i nipy (Nypa). Szereg palm rozgałęzia się pod powierzchnią gruntu i w efekcie ma pokrój krzewiasty, czasem tworząc gęste i rozległe zarośla. Niektóre palmy są lianami do 150–200 m długości lub niskimi roślinami o tęgim, pękatym pędzie, czasem podziemnym. U palm, jak u innych jednoliściennych, nie występuje przyrost wtórny. Występuje tzw. przyrost wzmacniający – bezpośrednio pod stożkiem wzrostu komórki silnie się namnażają i powiększają, przerastając nawet szczyt pędu znajdujący się często w efekcie w zagłębieniu. Kłodzina wyrastając na wysokość już później nie grubieje, stąd u nasady wcale nie jest grubsza niż wyżej, a u niektórych gatunków bywa nawet cieńsza – maksymalną średnicę osiągając na pewnej wysokości (np. u rojstony Roystonea i Colpothrinax). Pędy palm mogą być gładkie, pierścieniowato zgrubiałe w bliznach liściowych, czasem pokryte są trwałymi nasadami liści i kolcami. O ile na pędach wysokopiennych węzły są bardzo gęsto ułożone, o tyle na pędach palm płożących się występują czasem długie międzywęźla (nawet do 1 m długości).
KorzeniePrzybyszowe, pozbawione włośników, ale za to tworzące mykoryzę.
LiścieWyrastają spiralnie wokół kłodziny (rzadko są dwu- lub trójrzędowe), przy czym skupiają się zwykle na jej szczycie w charakterystyczny pióropusz. Są trwałe i okazałe, osiągając nawet do kilkunastu m długości. U nasady liści występują pochwy liściowe długie lub krótkie, czasem obejmujące pęd, zamknięte lub otwarte, uzbrojone w kolce lub bezbronne, zachowujące się na kłodzinie lub opadające wraz z całymi liśćmi (czasem też liście po zaschnięciu w całości pozostają na kłodzinie). Ogonki liściowe i oś liścia zwykle tęgie i sztywne, czasem z języczkiem albo wyrostkiem na końcu osi liścia – hastulą. Blaszka liściowa najczęściej pojedynczo pierzasta (tylko u kariota Caryota podwójnie pierzasta) lub wachlarzowata (dłoniasto złożona), rzadziej pojedyncza lub dwudzielna.
KwiatyRozdzielnopłciowe, drobne, zebrane w okazałe wiechy lub kolby, rzadziej główki. Kwiatostany wyrastają z kątów liści w obrębie ich pióropusza, pod nim lub na szczycie pędu (w tym ostatnim przypadku wraz z kwitnieniem i owocowaniem następuje kres życia rośliny). Kwiatostany wsparte są zwykle skórzastą, czasem zdrewniałą spathą. W obrębie kwiatostanów rozwijają się kwiaty jednej płci, czasem obu, często z kwiatami żeńskimi rozwijającymi się pośrodku między dwoma kwiatami męskimi. Kwiatostany z kwiatami męskimi i osobne z żeńskimi wyrastać mogą na tej samej roślinie (u palm jednopiennych) lub na różnych osobnikach (u palm dwupiennych). Kwiatostany żeńskie z reguły są mniej rozgałęzione od męskich. U gatunków z kwiatostanami obupłciowymi zwykle najpierw kwitną kwiaty męskie, a później żeńskie, co pozwala uniknąć samozapylenia. Poszczególne kwiaty są promieniste. Okwiat tworzą dwa okółki składające się z trzech listków, zwykle skórzastych i łuskowatych, czasem zrastających się w rurkę. Pręcików jest 6, w dwóch okółkach, czasem zrastających się w kolumienkę lub zredukowanych do 3 lub zwielokrotnionych do ponad 150 (np. u słoniaka Phytelephas). Zalążnia powstaje z trzech owocolistków, czasem rozdzielonych (występuje słupkowie apokarpijne) lub zrośniętych, przy czym w zależności od tego czy zrastają się ściankami czy brzegami tworzą jedną lub trzy komory. Nawet w zalążniach trójkomorowych zwykle rozwija się tylko jeden zalążek.
OwoceZazwyczaj jagody i pestkowce, rzadziej orzechy. Osiągają różne rozmiary – od drobnych, wielkości grochu po okazałe, jak u kokosa czy lodoicji (w tym ostatnim wypadku do 25 kg i 40 cm średnicy). Owocnia jest zróżnicowana, od gładkiej i lśniącej, po włóknistą i drewniejącą.

## Systematyka
Pozycja systematyczna rodziny i jej podział jest dość stały w różnych systemach. Wyjątkiem jest jej ujęcie w rzędzie arekowców – zwykle traktowana była ona w nim jako takson monotypowy niezależnie od ujęcia systematycznego. Zmiana nastąpiła w 2016, gdy w systemie APG IV do rzędu wprowadzono jako siostrzaną rodzinę Dasypogonaceae.
Najstarsze ślady kopalne (nasiona i liście) przedstawicieli rodziny datowane są na koniak i santon (mezozoik). Liczne skamieniałości znajdowane są w skałach mastrychtu i młodszych.

### Relacje filogenetyczne
Klad bazalny w obrębie palm stanowi podrodzina Calamoideae. Relacje między podrodzinami przedstawia kladogram:
|  | Calamoideae |
|  |             |

|  | Nypoideae |
|  |           |

|  | Coryphoideae |
|  |              |

|  | Ceroxyloideae |
|  |               |

|  | \| \| Arecoideae \| \| \| \| |
|  |                              |
|  | Arecoideae                   |
|  |                              |

|  | Arecoideae |
|  |            |

|  | Ceroxyloideae |
|  |               |

|  | \| \| Arecoideae \| \| \| \| |
|  |                              |
|  | Arecoideae                   |
|  |                              |

|  | Arecoideae |
|  |            |

|  | Coryphoideae |
|  |              |

|  | Ceroxyloideae |
|  |               |

|  | \| \| Arecoideae \| \| \| \| |
|  |                              |
|  | Arecoideae                   |
|  |                              |

|  | Arecoideae |
|  |            |

|  | Ceroxyloideae |
|  |               |

|  | \| \| Arecoideae \| \| \| \| |
|  |                              |
|  | Arecoideae                   |
|  |                              |

|  | Arecoideae |
|  |            |

|  | Nypoideae |
|  |           |

|  | Coryphoideae |
|  |              |

|  | Ceroxyloideae |
|  |               |

|  | \| \| Arecoideae \| \| \| \| |
|  |                              |
|  | Arecoideae                   |
|  |                              |

|  | Arecoideae |
|  |            |

|  | Ceroxyloideae |
|  |               |

|  | \| \| Arecoideae \| \| \| \| |
|  |                              |
|  | Arecoideae                   |
|  |                              |

|  | Arecoideae |
|  |            |

|  | Coryphoideae |
|  |              |

|  | Ceroxyloideae |
|  |               |

|  | \| \| Arecoideae \| \| \| \| |
|  |                              |
|  | Arecoideae                   |
|  |                              |

|  | Arecoideae |
|  |            |

|  | Ceroxyloideae |
|  |               |

|  | \| \| Arecoideae \| \| \| \| |
|  |                              |
|  | Arecoideae                   |
|  |                              |

|  | Arecoideae |
|  |            |

|  | Calamoideae |
|  |             |

|  | Nypoideae |
|  |           |

|  | Coryphoideae |
|  |              |

|  | Ceroxyloideae |
|  |               |

|  | \| \| Arecoideae \| \| \| \| |
|  |                              |
|  | Arecoideae                   |
|  |                              |

|  | Arecoideae |
|  |            |

|  | Ceroxyloideae |
|  |               |

|  | \| \| Arecoideae \| \| \| \| |
|  |                              |
|  | Arecoideae                   |
|  |                              |

|  | Arecoideae |
|  |            |

|  | Coryphoideae |
|  |              |

|  | Ceroxyloideae |
|  |               |

|  | \| \| Arecoideae \| \| \| \| |
|  |                              |
|  | Arecoideae                   |
|  |                              |

|  | Arecoideae |
|  |            |

|  | Ceroxyloideae |
|  |               |

|  | \| \| Arecoideae \| \| \| \| |
|  |                              |
|  | Arecoideae                   |
|  |                              |

|  | Arecoideae |
|  |            |

|  | Nypoideae |
|  |           |

|  | Coryphoideae |
|  |              |

|  | Ceroxyloideae |
|  |               |

|  | \| \| Arecoideae \| \| \| \| |
|  |                              |
|  | Arecoideae                   |
|  |                              |

|  | Arecoideae |
|  |            |

|  | Ceroxyloideae |
|  |               |

|  | \| \| Arecoideae \| \| \| \| |
|  |                              |
|  | Arecoideae                   |
|  |                              |

|  | Arecoideae |
|  |            |

|  | Coryphoideae |
|  |              |

|  | Ceroxyloideae |
|  |               |

|  | \| \| Arecoideae \| \| \| \| |
|  |                              |
|  | Arecoideae                   |
|  |                              |

|  | Arecoideae |
|  |            |

|  | Ceroxyloideae |
|  |               |

|  | \| \| Arecoideae \| \| \| \| |
|  |                              |
|  | Arecoideae                   |
|  |                              |

|  | Arecoideae |
|  |            |

### Podział systematyczny rodziny[2][14]
Podrodzina: Calamoideae Beilschmied
Plemię: Calameae

- Calamus L. – kalamus, rotang
- Ceratolobus Blume
- Daemonorops Blume – czarciuk, zaklęt
- Eleiodoxa (Becc.) Burret
- Korthalsia Blume – korthalzja, danan
- Metroxylon Rottb. – sagownica
- Myrialepis Becc.
- Pigafetta (Blume) Becc. – pigafetta
- Plectocomia Mart. ex Blume
- Plectocomiopsis Becc.
- Pogonotium J. Dransf.
- Retispatha J. Dransf.
- Salacca Reinw. – salaka, oszplina

Plemię: Lepidocaryeae

- Eremospatha (G. Mann & H. Wendl.) H. Wendl.
- Laccosperma (G. Mann & H. Wendl.) Drude
- Lepidocaryum Mart.
- Mauritia L. f. – prześcigla
- Mauritiella Burret
- Oncocalamus (G. Mann & H. Wendl.) Benth. & Hook. f.
- Raphia P. Beauv. – rafia

Plemię: Eugeissoneae
- Eugeissona Griff. – eugejsona

Podrodzina: Nypoideae Griffith
- Nypa Steck – nipa, niedorośl

Podrodzina: Coryphoideae Burnett
Plemię: Borasseae

- Bismarckia Hildebrandt & H. Wendl.
- Borassodendron Becc. – bidang
- Borassus L. – winodań, borasus
- Hyphaene Gaertn. – widlica
- Latania Comm. ex Juss. – latania
- Lodoicea Comm. ex DC. – lodoicja
- Medemia Württemb. ex H. Wendl.
- Satranala J. Dransf. & Beentje

Plemię: Caryoteae
- Arenga Labill. – arenga, słocza, winosław
- Caryota L. – kariota
- Wallichia Roxb. – walichia

Plemię: Chuniophoeniceae
- Chuniophoenix Burret
- Kerriodoxa J. Dransf.
- Nannorrhops H. Wendl.
- Tahina J. Dransf. & Rakotoarin.

Plemię: Corypheae
- Corypha L. – wachlarzowiec

Plemię: Cryosophileae

- Chelyocarpus Dammer
- Coccothrinax Sarg.
- Cryosophila Blume
- Itaya H. E. Moore
- Leucothrinax C. Lewis & Zona
- Schippia Burret
- Thrinax Sw.
- Trithrinax Mart.
- Zombia L. H. Bailey

Plemię: Phoeniceae
- Phoenix L. – daktylowiec

Plemię: Sabaleae
- Sabal Adans. – sabal, bocznia

Plemię: Trachycarpeae

- Acoelorrhaphe H. Wendl. – paurota
- Brahea Mart. ex Endl. – eryteja
- Chamaerops L. – karłatka
- Colpothrinax Griseb. & H. Wendl.
- Copernicia Mart. ex Endl. – kopernicja, kopernikówka
- Guihaia J. Dransf. et al.
- Johannesteijsmannia H. E. Moore – jahanestajsmania
- Licuala Wurmb – wachlarzownica, likuala
- Livistona R. Br. – liwistona (w tym Saribus Blume)
- Maxburretia Furtado
- Pholidocarpus Blume
- Pritchardia Seem. & H. Wendl.
- Pritchardiopsis Becc.
- Rhapidophyllum H. Wendl. & Drude
- Rhapis L. f. ex Aiton – rapis
- Serenoa Hook. f.
- Trachycarpus H. Wendl. – szorstkowiec, trachykarpus
- Washingtonia H. Wendl. – waszyngtonia

Podrodzina: Ceroxyloideae Drude
Plemię: Ceroxyleae
- Ceroxylon Bonpl. ex DC.
- Juania Drude
- Oraniopsis (Becc.) J. Dransf. et al.
- Ravenea C. D. Bouché

Plemię: Cyclospatheae
- Pseudophoenix H. Wendl. ex Sarg.

Plemię: Phytelepheae
- Ammandra O. F. Cook
- Aphandra Barfod
- Phytelephas Ruiz & Pav. – słoniak, słoniorośl, słoniówka

Podrodzina: Arecoideae Beilschmied
Plemię: Areceae

- Acanthophoenix H. Wendl.
- Actinokentia Dammer
- Actinorhytis H. Wendl. & Drude – aktinorytis
- Adonidia Becc.
- Archontophoenix H. Wendl. & Drude
- Areca L. – areka, żuwipalma
- Balaka Becc.
- Basselinia Vieill.
- Bentinckia Berry ex Roxb.
- Brassiophoenix Burret
- Brongniartikentia Becc.
- Burretiokentia Pic. Serm.
- Calyptrocalyx Blume
- Carpentaria Becc.
- Carpoxylon H. Wendl. & Drude
- Chambeyronia Vieill.
- Clinosperma Becc.
- Clinostigma H. Wendl.
- Cyphokentia Brongn.
- Cyphophoenix H. Wendl. ex Benth. & Hook. f.
- Cyphosperma H. Wendl. ex Benth. & Hook. f.
- Cyrtostachys Blume – cyrtostachys
- Deckenia H. Wendl. ex Seem.
- Dictyosperma H. Wendl. & Drude
- Dransfieldia W. J. Baker & Zona
- Drymophloeus Zipp.
- Dypsis Noronha ex Mart.
- Hedyscepe H. Wendl. & Drude
- Heterospathe Scheff. – heterospata
- Howea Becc. – howea, kencja
- Hydriastele H. Wendl. & Drude
- Iguanura Blume
- Kentiopsis Brongn.
- Laccospadix Drude & H. Wendl.
- Lemurophoenix J. Dransf.
- Lepidorrhachis (H. Wendl. & Drude) O. F. Cook
- Linospadix H. Wendl.
- Marojejya Humbert
- Masoala Jum.
- Nenga H. Wendl. & Drude
- Neoveitchia Becc.
- Nephrosperma Balf. f.
- Normanbya F. Muell. ex Becc.
- Oncosperma Blume – onkosperma
- Phoenicophorium H. Wendl.
- Physokentia Becc.
- Pinanga Blume – pinanga
- Ponapea Becc.
- Ptychococcus Becc.
- Ptychosperma Labill. – kentia, ptychosperma
- Rhopaloblaste Scheff.
- Rhopalostylis H. Wendl. & Drude
- Roscheria H. Wendl. ex Balf. f.
- Satakentia H. E. Moore
- Solfia Rech.
- Tectiphiala H. E. Moore
- Veitchia H. Wendl.
- Verschaffeltia H. Wendl.
- Wodyetia A. K. Irvine

Plemię: Chamaedoreeae
- Chamaedorea Willd. – chamedora
- Gaussia H. Wendl.
- Hyophorbe Gaertn. – hioforba
- Synechanthus H. Wendl.
- Wendlandiella Dammer

Plemię: Cocoseae

- Acrocomia Mart.
- Aiphanes Willd. – martinezja
- Allagoptera Nees
- Astrocaryum G. Mey. – astrokarium[15]
- Attalea Kunth – atalia
- Bactris Jacq. ex Scop. – wilhelmka
- Barcella (Trail) Trail ex Drude
- Beccariophoenix Jum. & H. Perrier
- Butia (Becc.) Becc. – bucja
- Cocos L. – kokos
- Desmoncus Mart.
- Elaeis Jacq. – olejowiec
- Gastrococos Morales
- Jubaea Kunth – jubea
- Jubaeopsis Becc.
- Lytocaryum Toledo
- Parajubaea Burret
- Polyandrococos Barb. Rodr.
- Syagrus Mart. – arekowiec
- Voanioala J. Dransf.

Plemię: Euterpeae
- Euterpe Mart. – euterpa
- Hyospathe Mart.
- Neonicholsonia Dammer
- Oenocarpus Mart.
- Prestoea Hook. f.

Plemię: Geonomateae
- Asterogyne H. Wendl.
- Calyptrogyne H. Wendl.
- Calyptronoma Griseb.
- Geonoma Willd.
- Pholidostachys H. Wendl. ex Benth. & Hook. f.
- Welfia H. Wendl.

Plemię: Iriarteeae
- Dictyocaryum H. Wendl.
- Iriartea Ruiz & Pav.
- Iriartella H. Wendl.
- Socratea H. Karst.
- Wettinia Poepp.

Plemię: Leopoldinieae
- Leopoldinia Mart.

Plemię: Manicarieae
- Manicaria Gaertn.

Plemię: Oranieae
- Orania Zipp.

Plemię: Pelagodoxeae
- Pelagodoxa Becc.
- Sommieria Becc.

Plemię: Podococceae
- Podococcus G. Mann & H. Wendl.

Plemię: Reinhardtieae
- Reinhardtia Liebm.

Plemię: Roystoneeae
- Roystonea O. F. Cook – rojstona, opatrznica

Plemię: Sclerospermeae
- Sclerosperma G. Mann & H. Wendl.